# George Whelan Anderson Jr.
George Whelan Anderson Jr (New York, 15 dicembre 1906 – McLean, 20 marzo 1992) è stato un militare e diplomatico statunitense ammiraglio della marina degli Stati Uniti.
Servì come Capo delle Operazioni Navali tra il 1961 e il 1963, trovandosi al comando della quarantena di Cuba durante la crisi dei missili del 1962.

## Gioventù e carriera
Nato a Brooklyn, New York, il 15 dicembre 1906, Anderson frequentò la Brooklyn Preparatory School per poi entrare nel 1923 nell'Accademia navale degli Stati Uniti dove si diplomò nel 1927. Successivamente divenne un aviatore navale e prestò servizio su incrociatori e portaerei, compresa la USS Cincinnati.
Durante la seconda guerra mondiale, Anderson prestò servizio come navigatore sulla USS Yorktown. Dopo la guerra divenne comandante della portaerei di scorta USS Mindoro e della USS Franklin D. Roosevelt. Ha anche svolto il compito di assistente del generale Dwight Eisenhower presso l'Organizzazione del Trattato del Nord Atlantico, di assistente speciale dell'ammiraglio Arthur W. Radford quando era Capo dello stato maggiore congiunto degli Stati Uniti, e di capo di stato maggiore del United States Indo-Pacific Command.

## Servizio durante le crisi
Come ufficiale Anderson comandò la Task Force 77 tra Taiwan e la Cina continentale, un gruppo di portaerei nel Mediterraneo durante lo Crisi libanese del 1958 del 1958 e, come vice ammiraglio, comandò la sesta flotta degli Stati Uniti.
In qualità di capo delle operazioni navali responsabile della quarantena statunitense di Cuba durante la crisi missilistica del 1962, Anderson si distinse nella condotta di quelle operazioni. La rivista Time lo rappresentò in copertina definendolo come "un aggressivo marinaio d'alto mare di incrollabile competenza e talento insolito". Aveva, tuttavia, un rapporto controverso con il Segretario alla Difesa Robert McNamara. Ad un certo punto della crisi, Anderson ordinò a McNamara di lasciare il Pentagono quando il Segretario gli chiese quali fossero le procedure previste dalla Marina per fermare i sottomarini sovietici; gli ufficiali di marina avevano creduto che la prossima nomina di Anderson sarebbe stata quella di Capo dello stato maggiore congiunto degli Stati Uniti.

## Carriera successiva
Anderson andò in pensione anticipatamente, soprattutto a causa del cattivo rapporto con il Segretario alla Difesa Robert McNamara.
Il presidente John F. Kennedy successivamente nominò Anderson ambasciatore in Portogallo, dove prestò servizio per tre anni e incoraggiò i piani per la transizione pacifica delle colonie africane portoghesi verso l'indipendenza. Successivamente ritornò al servizio governativo dal 1973 al 1977 come membro, e successivamente presidente, del comitato consultivo dell'intelligence estera del presidente.
Dopo il suo ritiro dalla marina, Anderson è stato presidente della Lamar Advertising Company, una società di pubblicità esterna, ed è stato direttore dei consigli di amministrazione di Value Line, National Airlines e Crown Seal and Cork.

## Famiglia e morte
La prima moglie di Anderson fu Muriel Buttling (1911-1947). I suoi due figli furono George W. Anderson III (1935–1986), morto di tumore al cervello, e Thomas Patrick Anderson (1942–1978), che volò più di 200 missioni di combattimento in Vietnam e morì in un incidente aereo. La sua amata figlia Mary Annette Anderson Coughlin (1939-2022) lavorò al The Hospitality and Information Service for Diplomats. Al momento della sua morte aveva quattro figli, nove nipoti e un pronipote.
Anderson morì il 20 marzo 1992, per insufficienza cardiaca congestizia, all'età di 85 anni, a McLean, in Virginia. Fu sepolto il 23 marzo 1992, nella Sezione 1 del Cimitero Nazionale di Arlington. Anche Muriel Buttling ed entrambi i figli (George III e Thomas Patrick) sono sepolti ad Arlington.

## Rappresentazioni
Anderson è stato interpretato da Kenneth Tobey in I missili di ottobre e da Madison Mason in Thirteen Days.